# Gran Premi de l'Argentina del 1996
Resum dels resultats del Gran Premi de l'Argentina de Fórmula 1 de la temporada 1996, disputat al circuit Oscar Alfredo Gàlvez de Buenos Aires, el 7 d'abril del 1996.

## Resultats
| Posició | Número | Pilot                 | Equip                 | Voltes | Temps/ Retirada  | Pos. de sortida | Punts |
| ------- | ------ | --------------------- | --------------------- | ------ | ---------------- | --------------- | ----- |
| 1       | 5      | Damon Hill            | Williams - Renault    | 72     | 1h 54' 55. 3     | 1               | 10    |
| 2       | 6      | Jacques Villeneuve    | Williams - Renault    | 72     | + 12.167 s       | 3               | 6     |
| 3       | 3      | Jean Alesi            | Benetton - Renault    | 72     | + 14.754 s       | 4               | 4     |
| 4       | 11     | Rubens Barrichello    | Jordan - Peugeot      | 72     | + 55.131 s       | 6               | 3     |
| 5       | 2      | Eddie Irvine          | Ferrari               | 72     | + 1' 04.991 min. | 10              | 2     |
| 6       | 17     | Jos Verstappen        | Footwork - Hart       | 72     | + 1' 08.913 min. | 7               | 1     |
| 7       | 8      | David Coulthard       | McLaren - Mercedes    | 72     | +1' 13.400 min.  | 9               |       |
| 8       | 9      | Olivier Panis         | Prost - Mugen - Honda | 72     | +1' 14.295 min.  | 12              |       |
| 9       | 14     | Johnny Herbert        | Sauber - Ford         | 71     | + 1 Volta        | 17              |       |
| 10      | 23     | Andrea Montermini     | Forti F1 - Ford       | 69     | + 3 Voltes       | 22              |       |
| Ret     | 4      | Gerhard Berger        | Benetton - Renault    | 56     | Suspensions      | 5               |       |
| Ret     | 1      | Michael Schumacher    | Ferrari               | 46     | Aleró trencat    | 2               |       |
| Ret     | 20     | Pedro Lamy            | Minardi - Ford        | 39     | Transmissió      | 19              |       |
| Ret     | 19     | Mika Salo             | Tyrrell - Yamaha      | 36     | Accelerador      | 16              |       |
| Ret     | 12     | Martin Brundle        | Jordan - Peugeot      | 34     | Col·lisió        | 15              |       |
| Ret     | 21     | Tarso Marques         | Minardi - Ford        | 33     | Col·lisió        | 14              |       |
| Ret     | 15     | Heinz-Harald Frentzen | Sauber - Ford         | 32     | Accident         | 11              |       |
| Ret     | 10     | Pedro Diniz           | Prost - Mugen - Honda | 29     | Incendi          | 18              |       |
| Ret     | 18     | Ukyo Katayama         | Tyrrell - Yamaha      | 28     | Transmissió      | 13              |       |
| Ret     | 16     | Ricardo Rosset        | Footwork - Hart       | 24     | Bomba d'oli      | 20              |       |
| Ret     | 22     | Luca Badoer           | Forti F1 - Ford       | 24     | Col·lisió        | 21              |       |
| Ret     | 7      | Mika Häkkinen         | McLaren - Mercedes    | 19     | Accelerador      | 8               |       |

## Altres
- Pole: Damon Hill 1' 30. 346
- Volta ràpida: Jean Alesi 1' 29. 413 (a la volta 66)